# João Carlos do Palatinado-Gelnhausen
João Carlos do Palatinado-Gelnhausen ou, na sua forma mais completa, João Carlos do Palatinado-Birkenfeld-Gelnhausen (em alemão:  Johann Karl von Pfalz-Birkenfeld-Gelnhausen; Bischweiler, 17 de Outubro de 1638 – Gelnhausen, 21 de fevereiro de 1704), foi um nobre alemão pertencente ao ramo Palatino da Casa de Wittelsbach.
Pela morte de seu pai, o conde palatino Cristiano I,  recebeu os territórios em torno de Gelnhausen, usando o título de Duque de Birkenfeld-Gelnhausen. Foi o antepassado do ramo cadete da Casa Real Bávara que, a partir do início do século XIX, usaram o título de Duques na Baviera.

## Educação e carreira
João Carlos era o filho mais novo dos dois varões que Cristiano I do Palatinado-Birkenfeld-Bischweiler tivera de sua mulher, Madalena Catarina (1606–1648), filha de João II do Palatinado-Zweibrücken. Juntamente com o seu irmão mais velho, Cristiano II, foi educado por Philip Jacob Spener e, mais tarde, estudou na Universidade de Estrasburgo. Em seguida, os dois irmãos empreenderam um Grand Tour que durou cinco anos, e que os levou, entre outros locais, à França, Holanda, Inglaterra, Suécia e Confederação Helvética.
Participou como comandante de cavalaria no exército palatino do seu primo que, em 1654, viria a ser o rei Carlos X da Suécia, na guerra que este travava contra a Dinamarca. Mais tarde, lutou contra os turcos na Hungria. Viria a estar ao serviço da República dos Países Baixos e, em 1674, participou na batalha de Seneffe sendo promovido ao grau de primeiro chefe do exército. Por fim, deixou o exército e retirou-se em Gelnhausen.

## Fundador da linha de Gelnhausen
Em 1669 João Carlos adquiriu a Fürstenhof ("residência principesca") de Gelnhausen, que incluía a Residenz, os jardins e parcelas do território que haviam sido atribuídas pelo Sacro Imperador Romano-Germânico a um seu antepassado Wittelsbach, o Eleitor palatino Luís III, em 1435. Em 1671, João Carlos e o seu irmão, conjuntamente
herdaram o Palatinado-Birkenfeld. Em  1673 eles acordaram que embora Cristiano mantivesse Birkenfeld bem como outros territórios da herança paterna, como Bischweiler, João Carlos receberia o apanágio de Neuburgo, uma renda de 6.000 florins renanos constituindo um terço das receitas de outras propriedades familiares, o Palatinado-Neuburgo e ainda a entrega anual de quatro carregamentos de carros de tração de vinho da região do Mosela das caves de Trarbach. Num pacto celebrado com o seu irmão, em 1681 e 1683, João Carlos viu ser-lhe confiada a administração de Gelnhausen.
Em 1685, em Weikersheim, João Carlos casou em primeiras núpcias com Sofia Amália (1646–1695), filha de Frederico do Palatinado-Zweibrücken e viúva do conde Siegfried de Hohenlohe-Weikersheim.
Apesar de Sofia Amália ter morrido em 30 de novembro de 1695 sem ter gerado descendência masculina, João Carlos escreveu ao irmão Cristiano II, em 25 de Julho de 1696, declarando que se sentia incapaz de continuar a viver sozinho e seguindo os desejos do seu coração, ele deveria voltar a casar num casamento de afeto, uma vez que ele não se encontrava em posição manter uma senhora de posição. Três dia mais tarde, casou com a dama de companhia da sua viúva, Esther Maria von Witzleben (1666–1725), de 30 anos de idade, também viúva de Herr von Brömbsen. Apesar de pertencer a uma família nobre da Turíngia, ela não tinha o estatuto de Imediatidade imperial que o ramo palatino dos Wittelsbach possuía e o pai de Esther Maria, Georg Friedrich von Witzleben-Elgersburg, ocupava o posto de Chefe dos Guardas florestais (Oberforstmeister) do minúsculo Ducado de Saxe-Römhild. No prazo de semanas, João Carlos tentava conciliar a desaprovação do irmão para com este casamento, assegurando-lhe que era um mero arranjo privado e que, no caso de existir geração, "ele reclamaria não mais que fosse considerada nobre, pelo que nada havia a temer relativamente à sucessão." Em agosto, João Carlos efetuou um acordo (Vertrag) neste sentido com o seu irmão mais velho mas, mais tarde, mudou de opinião. Nessa altura, pediu ao Imperador que fizesse da sua mulher uma Condessa Imperial, enquanto Cristiano II recusou reconhecer as crianças nascidas deste casamento do irmão (três filhos e duas filhas) como agnatas da dinastia.
João Carlos morreu em 1704 e a sua viúva levantou um processo contra o seu irmão no Conselho Áulico do Império em  3 de setembro de 1708. A 11 de abril de 1715, obteve um reconhecimento total das suas pretensões e da de seus filhos como príncipes dinastas. A 29 de outubro de 1716, o seu cunhado, Cristiano II, estabeleceu um acordo reconhecendo aos filhos a dignidade de condes Palatinos e direitos sucessórios, aumentando a sua pensão de 6.000 para 50.000 florins renanos. Apesar disso, outros ramos da Casa de Wittelsbach continuaram a tratar os filhos de João Carlos como morganáticos, declinando reconhecer a sua elegibilidade em eventuais heranças patrimoniais. No Pacto familiar dos Wittelsbach de 1771, em que era estabelecida a reciprocidade nos direitos sucessórios entre os ramos Palatino e Bávaro, os herdeiros dos estados eram restringidos a agnátas legítimos e que "não fossem nascidos de um casamento desigual" (nicht ex dispari matrimonio). Contudo, pelo Tratado de Teschen, que pôs fim à Guerra da Sucessão da Baviera em 1779 finalmente reconheceu, no Artigo 8, os direitos dynasticos dos descencentes de João Carlos e de Esther Marie von Witzleben, cujo neto, Guilherme (1752-1837), recebeu em 1803 o Ducado de Berg como apanágio do Eleitor da Baviera como compensação pela cedência dos seus territórios na margem esquerda do Reno a Napoleão.
Berg foi sumariamente reatribuído ao cunhado de Napoleão, Joaquim Murat, pela Baviera em 1806 em troca do Margraviato de Ansbach, mas o título de Duque na Baviera, atribuído pelo Sacro Imperador Romano-Germânico ao Conde Palatino Guilherme a 16 de fevereiro de 1799 continuou a ser usado pelos seus descendentes diretos e reconhecido até à abolição do Império Alemão em 1918, mantendo-se em uso pelo seu descendente adoptivo, Max Emanuel da Baviera, no Século XXI.

## Casamentos e Descendência[3]
João Carlos casou em 1685, em Weikersheim,com Sofia Amália de Zweibrücken. Deste casamento nasceu uma filha:
- Juliana Madalena (Juliane Magdalene) (1686–1720), que casou com em 1704 com o Duque Joaquim Frederico de Schleswig-Holstein-Sonderburg-Plön (1668-1722).

Em 28 de julho de 1696, João Carlos voltou a casar com Esther Maria von Witzleben, de quem teve cinco filhos:
- Frederico Bernardo (Friedrich Bernhard) (1697–1739), que casou em 1737 com Ernestina Luísa de Waldeck-Pyrmont (1705-1782);
- João (Johann) (1698–1780), que casou com Sofia Carlota de Salm-Hochstetten-Dhaun (1719-1770);
- Guilherme (Wilhelm) (1701–1760), marechal de campo no exército húngaro e, mais tarde, General de cavalaria no exército holandês;
- Carlota Catarina (Charlotte Katharina) (1699–1785), que casou em 1745 com Frederico Guilherme de Solms-Braunfels (1696-1761);
- Sofia Maria (Sophie Marie) (1702–1761), que casou em 1722 com Henrique XXV de Reuss-Gera (1681-1748).

## Títulos
Como membro de um ramo cadete do ramo Palatino da Casa de Wittelsbach, João Carlos usava os títulos de Conde Palatino do Reno, Duque na Baviera, Conde de Veldenz, Conde de Sponheim, Rappoltstein e Hohenack.
Como Chefe da sua própria linhagem, era conhecido como conde palatino de Birkenfeld em Gelnhausen.
Todos os seus descendentes dinastas masculinos usaram, desde 1799, como título principal, "Duque ou Duquesa na Baviera", a que foi associado, desde 1845, o tratamento de Alteza Real.